# Mu’arrasat al-Chan
Mu’arrasat al-Chan (arab. معرسة الخان) – wieś w Syrii, w muhafazie Aleppo. W 2004 roku liczyła 802 mieszkańców.